# 地中海戰役
地中海战役是指1940年6月至1943年9月期间，軸心國与同盟國军队在该區域进行的激烈战斗。这段期间双方有频繁的海上和空中活动，其中以英國和義大利舰队争夺地中海的制海权的举动最为明显。英國舰队在1940年至1941年和義大利舰队發生一连串大小规模的水面交战後暫時獲得制海权，意大利艦隊於1941年底至1942年底重新掌握制海權，直到1942年11月美軍介入地中海戰事登陸法属北非。
1940年6月10日義大利正式向英法宣战，象征着地中海战役的開始。

## 战斗

### 初步交战
1940年6月10日義大利正式向英法宣战，義大利轰炸机对馬爾他直轄殖民地、英屬巴勒斯坦以至英國在中東的一些殖民地展开空襲即为其中一场初步的交战。同时法国海军亦对義大利西北海岸进行炮轰，特别是攻击热那亚的港口。当6月24日法国投降后，轴心国容许维琪法国继续控制其海军。1940年7月2日一场同盟国之间的战斗爆发，英国为防止法国舰队落入轴心国手中，在北非的米尔斯克比尔港向法国舰队开火，并摧毁了这支舰队。作为报复，维琪法国的空军开始对直布罗陀进行轰炸。
敌对双方首次舰队交战，发生于1940年7月9日的卡拉布里亚战役。战斗没有取得决定性结果，随后的夏天都是一连串小规模的水面冲突。

### 空袭塔兰托

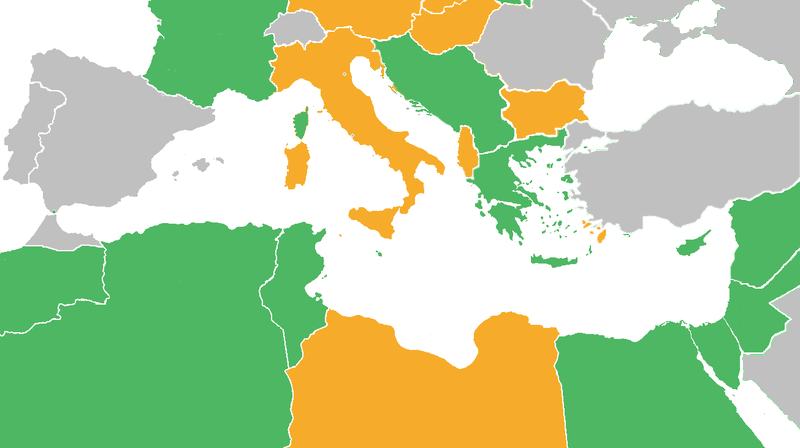
二戰前的地中海形势。
- 深绿：同盟國，包括其殖民地
- 橙色：轴心国，包括意大利的殖民地
- 灰色：中立国。除羅馬尼亞王國外

为了减轻塔兰托港内的意大利舰队对航向马耳他的船队的威胁，英国海军上将安德鲁·布朗·康宁汉（Admiral Andrew Browne Cunningham）决定发动审判行动（Operation Judgement）。从HMS光辉号（HMS Illustrious）起飞的剑鱼式鱼雷轰炸机轰炸了停泊在港内的義大利舰队，取得巨大成功。在1940年11月11日，英国皇家海军的战机已经重创了两艘、击沉了一艘義大利战列舰，将義大利海军的一半主力舰只瘫痪了达数个月之久。这次空袭亦逼使意大利舰队撤往北面的港口，避免再次受到攻击，此举减低了義大利皇家海军的威胁。

### 斯巴提芬托角海戰
1940年11月27日義大利皇家海军又重新有能力于斯巴提芬托角与英国地中海舰队打成平手。

### 马塔潘角海战
盟军在1941年3月27至29日於希臘伯罗奔尼撒海岸的马塔潘角海战中取得了决定性胜利。在康宁汉上将的指挥下，英国与澳洲联合海军截击并击败了義大利舰队。盟军击沉了義大利方3艘重巡洋舰、2艘巡洋舰和击毁1艘战列舰，英方代价仅仅是巡洋舰的轻微损毁和1架战机，便取得一场巨大成功。

### 克里特岛
尝试阻止德军由海路入侵克里特岛的行动，以及稍后岛上盟军守军撤退行动，均造成盟国海军的颇大损失。德国空军（Luftwaffe）摧毁了达8艘英国舰只，并击伤了7艘英舰，造成2,000名英国水兵死亡。德国空军在此战中嬴得重大胜利，证明除非皇家海军愿意承受巨大伤亡，否则绝不能在德军取得制空权的地方作战。虽然蘇德战爭使地中海战区变成德军一个次要的考虑场地，但是克里特岛的陷落却使轴心国势力延伸至东地中海，并加强对盟军船队的威胁。 
战斗发生期间，德军2次试图由海路侵入克里特岛，但是均被皇家海军介入并阻挠成功。不过由于有義大利皇家海军的保护，这些入侵部队的船只才得以保存。不过在5月28日義大利皇家陆军终于成功在锡蒂亚登陆部队，但同时盟军已经撤退中。尽管盟军最终战败，但克里特岛战役造成了德军空降兵的严重损失，使德军决定以后亦不再使用空降兵于入侵行动中。

### 波恩角战役
1941年12月13日義大利2艘轻巡洋舰在运输补给油料前往北非途中，因密码被英军破译，被正前往亚历山大港的英国第4驱逐舰舰队拦截袭击，2艘義大利轻巡洋舰全部沉没，900多人死亡。

### 錫德拉灣
1941年12月17日第一次錫德拉灣战役中，義大利及英国艦隊護航运输补给途中發生衝突，義大利皇家海军打傷了英国2艘驅逐艦，義大利艦隊及运输补给則毫無傷亡。12月19日紮在馬耳他的兩支皇家海軍部隊在的黎波里附近撞上了意大利的水雷區，兩艘英國戰列艦在亞歷山大港被意大利載人魚雷癱瘓。因此到12月底，意大利艦隊重新掌握制海權。
1942年3月22日第二次錫德拉灣战役中，前往马耳他的英国运输补给在英国艦隊護航下遇上意大利艦隊，義大利皇家海军打傷了英国3艘輕巡洋艦、驅逐艦和癱瘓2艘驅逐艦，義大利艦隊又一次毫無人員傷亡，只有1艘戰列艦（利托里奥）輕微受損，而英国艦隊人員有39人死亡。意大利艦隊繼續掌握制海權。

### 马耳他
马耳他地处西西里岛与北非之间，使它能够截断轴心国前往北非的补给船队路线，对北非战场有很大的影响，以及支持盟军对義大利的反击。轴心国发现到这一点，并试图利用空袭及围困断绝补给的方法，将马耳他夺下。最初马耳他被轴心国海空围困，补给船队数目骤减，面临屈服投降的地步。但在1942年8月英国派出一支防卫极重的船队，而且岛上的空中防卫力量不断获得航空母舰的增援。最终当轴心国丧失在北非的基地后，对马耳他的攻击减轻，马耳他重新成为盟军的前沿攻击阵地。

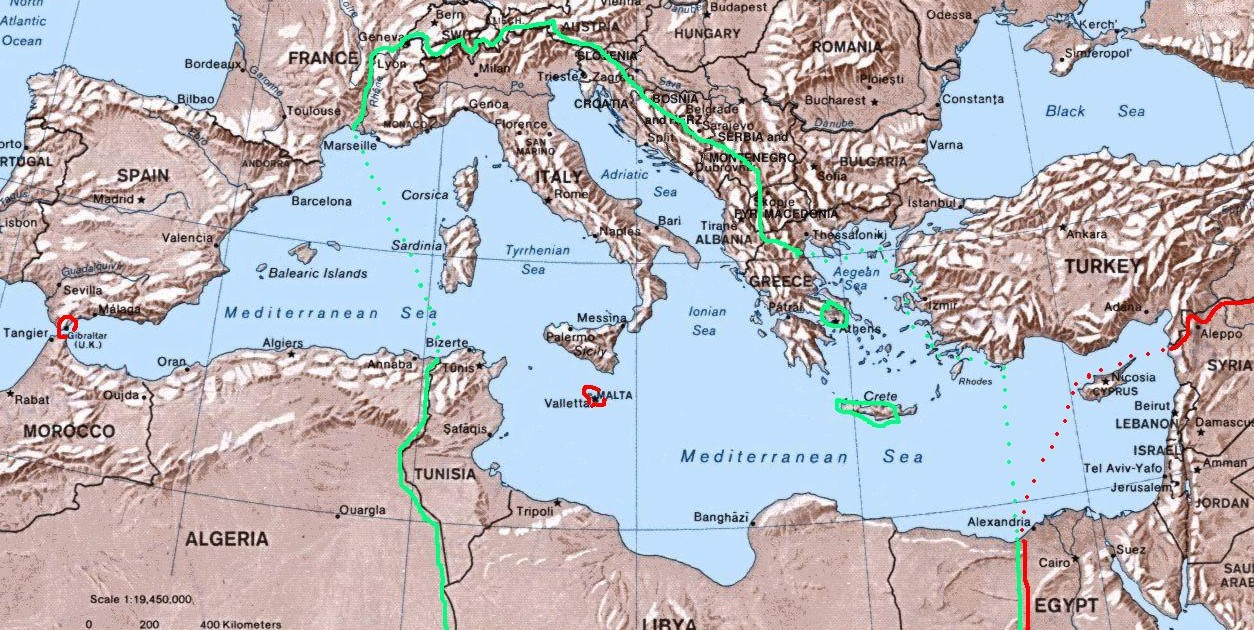
1942年夏、秋季时，義大利王國对巴尔干半島、南歐及地中海沿岸的控制最大范围（義大利为绿色，同盟國为红色）。

### 后期行动
战斗持续至1942年11月盟军再度取回制海權。1942年末英美联军实施火炬行动，大举登陆維希法國的北非摩洛哥，在埃及的英军亦打嬴了第二次阿拉曼战役，德國和義大利執行了安東行動進駐了維希法國，以加強控制地中海的勢力，英軍從義屬利比亞攻入義大利佔領的突尼西亞。盟軍在东西夹击之下最后在突尼西亚将德義军队全歼。1943年9月義大利王国投降，地中海的海战变成了打击U潜艇和亚德里亚海、爱琴海上的小型船只。

### 意大利投降
1943年7月25日墨索里尼被罢黜。8月西西里岛被盟军占领，9月初盟军侵入義大利南部。由国王维托里奥·埃马努埃莱三世率领的新政府宣布投降。9月3日義大利与盟国秘密达成停战协议，但在9月8日即被公布。義大利投降后，海军分裂成两半，南部義大利的舰队支持国王、北方较小型的舰队则支持墨索里尼的義大利社会共和国，并为德军作战。義大利的投降，标志着地中海战役的正式结束，不过義大利半岛上的战事仍然持续。